# Dennis Green (kajakozó)
Dennis Allan Green (Sydney, 1931. május 26. – Sydney, 2018. szeptember 5.) olimpiai bronzérmes ausztrál kajakozó.

## Pályafutása
Az 1956-os melbourne-i olimpián kajak kettes 10 000 méteren Walter Brownnal bronzérmet szerzett a magyar Urányi János és Fábián László illetve a német Fritz Briel és Theodor Kleine páros mögött. 1956 és 1972 között öt olimpián vett részt. Az 1972-es müncheni olimpián ő volt az ausztrál csapat zászlóvivője.

## Sikerei, díjai
- Olimpiai játékok – K-2 10 000 m
  - bronzérmes: 1956, Melbourne